# Ковальчук Лев (Леонтій) Полікарпович
Лев (Леонтій) Полікарпович Ковальчук (нар. 21 лютого 1875, м. Кам'янець-Подільський — пом. 14 червня 1938, Одеса) — український громадсько-політичний діяч періоду національно-демократичної революції 1917—1921 років, освітянин, театрал, член «Просвіти», «Українського клубу».

## Походження та навчання
Лев Ковальчук народився 21 лютого 1875 р. у Кам'янці-Подільському в родині греків-негоціантів.
11-річний юнак у 1886 р. з батьками переїхав до Одеси, де вступив до Грецького приватного комерційного чоловічого училища. 15 червня 1894 р. він отримав атестат про закінчення училища, як 18-річний «родом русский, русскоподданый…»

## Педагогічна діяльність
Потім він займався педагогічною діяльністю. У 1895 р. Лев Ковальчук став викладачем у рідному Грецькому чоловічому училищі. Згодом, 16 серпня 1897 р. він почав працювати вихователем старших класів і «письмоводителя». З 1899 року молодому педагогу доручили викладання російської мови, арифметики та каліграфії у трьох відділеннях підготовчого класу. До його обов'язків також входили секретарювання в педагогічній раді й завідування бібліотекою. У 1890 році він перейшов на роботу до Одеського училища 1-го розряду (пізніше гімназії) Олексія Петровича Ровнякова.
12 березня 1903 р. після успішного складання іспиту з російської мови й вдало проведеного пробного (відкритого) уроку на тему «О подлежащем» Лев Ковальчук отримав нарешті офіційне свідоцтво з підписами Попечителя Одеської навчальної округи Сольського і правителя канцелярії К. Добрицького й дозвіл на приватну педагогічну практику.
3 вересня 1906 р. Лев Ковальчук відкрив «Приватне чоловіче училище 2-го розряду Л. П. Ковальчука». В Одесі в будинку по вулиці
Херсонській, 40, навчались учні трьох класів (один підготовчий та два основних). Сам він працював учителем російської мови. З 1906 по 1909 роки викладання у його закладі велось українською мовою. У 1908 р. в училищі було відкрито четвертий клас. А сам заклад перебрався у більше приміщення на вулиці Софіївській, 22/31, де проживала сама родина Ковальчуків. Випускники училища вступали до 5-го класу державних гімназій, а найбільш талановиті (близько 10 випускників) до університету. У січні 1915 р. попечитель Одеської навчальної округи Гофмейстер видав дозвіл Л. Ковальчуку перетворити його навчальний заклад у середній з курсом 6-класної чоловічої державної прогімназії. З тим, щоб 5-й клас відкрили з початку наступного навчального року, а 6-й у 1916/1917 н.р.
у 1914 році він оцінював свою педагогічною діяльність так:
|  | «Чувствуя с раннего возраста влечение к педагогическому труду, я начал заниматься частными уроками, по рекомендации директора, с четвертого класса (четырнадцати лет)... …Двадцать четыре года домашнего обучения и репетирования учеников всех классов различных учебных заведений и почти восемнадцать лет трудной и весьма ответственной школьной работы дали мне достаточный опыт, доказательством чего могут служить и отзывы моих бывших начальников. Теперь у меня цель одна: принести на пользу Родины всю свою энергию и силы, служа тому делу, которое люблю, к которому чувствую призвание и которому уже отдал свои лучшие годы». |

З початком Української революції навчальний заклад стаав іменуватись Одеською гімназією. У травні 1917 року тут було проведено перші зборм українців Одеси, службовців поштово-телеграфних установ. А 26
листопада 1917 р. тут відбулося Українське церковне віче.
1919—1924 років у приміщені колишньої гімназії Ковальчука працювала перша в Одесі українська театральна студія, згодом — Одеський український театральний інститут імені Марка Кропивницького, де Лев Ковальчук викладав декламацію.

## Громадська діяльність
21 березня 1903 році Лев Ковальчук став членом педагогічного відділу Історико-філологічного товариства при Імператорському Новоросійському університеті.
З початком революції 1905 року Лев Ковальчук 3 листопада 1905 р. одним з перших записався до Одеського відділення товариства «Просвіта». З 1906 р. він очолював літературно-наукову секцію одеської «Просвіти». У січні 1910 року товариство припинило своє існування.
Зі створенням у 1910 р. одеського Українського клубу Лев Ковальчук був обраний кандидатом в старійшини. А в 1912 році він був обраний заступником керівника, відповідаючи за питання виставок та концертних справ. А 1913 році очолив цю організацію. Брав участь Л. Ковальчук у роботі ще й «Одеського Літературного артистичного клубу», де знову захоплював слухачів читанням віршів Тараса Шевченка.
У березні 1918 р., з поверненням Одеси під юрисдикцію УНР за допомогою німецьких і австро-угорських військ, Лев Ковальчук став членом Одеської української міської ради, й, не виключено, згодом навіть головою. У цей час він входив до одеського осередку Української партії соціалістів-самостійників (УПСС).

## Театральна творчість
В цей час Лев Ковальчук найшов віддушину у театральних виступах у театрі «Гармонія». Він виступав під псевдонімом Гайдук-Артемовський.
Перед цим він, маючи художні здібності, закінчив театральну школу, що допомагало згодом ілюструвати художні твори.
З 1919 по 1921 рр. Лев Ковальчук працював в Одеському державному театральному інституті й паралельно у 1920—1922 рр. в Одеській трудовій школі залізничників. Потім, з 1922 р. по 1926 р. він був співробітником Одеського державного театрального технікуму й ще з 1924 р. по 1929 р. — Одеської хімпрофшколи. У цих закладах під час кооренізаціх він викладав українську мову.

## Репресії
3 березня 1938 р. Льва Ковальчука було заарештовано, а 6 травня 1938 р. за постановою «трійки» при УНКВС по Одеській області за звинуваченнями по статтям 54–10, 54–11 Кримінального кодексу УРСР прийнято рішення про його розстріл.
Під час «відлиги» у 1961 році у свідоцтві Одеського ЗАГСу було зазанчено, що Л. Ковальчук начебто помер від інфаркту 23 вересня 1941 р. Й тільки у 1989 р. було офіційно визнано, що його розстріляли 14 червня 1938 року. Згідно зі статтею 1 Указу Президії Верховної Ради СРСР від 16 січня 1989 р. «Про додаткові заходи по відновленню справедливості щодо жертв репресій, які мали місце в період 30– 40-х і початку 50-х років» Лев Ковальчук 21 квітня 1989 р. був реабілітований.

## Родина
- сестра Іващенко Ірина, її чоловік Іван Михайлович Іващенко, їх син Микола згодом був артистом Одеського театру опери і балету.
- дружина Валлі-Маргот (Валентина Миколаївна) Лілле (1886—1940) — викладачка німецької мови (прибалтійська німкеня)
- діти:
  - Всеволод (1909—1976) — радянський кінооператор;
  - Ігор (1910—1967) — інженер;
  - Галина (1916—1985) — піаністка. У 1940-х роках вона з чоловіком виїхала до Мюнхена.